# Zimbabwe (film)
 (août 2025).
Si vous disposez d'ouvrages ou d'articles de référence ou si vous connaissez des sites web de qualité traitant du thème abordé ici, merci de compléter l'article en donnant les références utiles à sa vérifiabilité et en les liant à la section « Notes et références ».
Pour les articles homonymes, voir Zimbabwe (homonymie).
Pour plus de détails, voir Fiche technique et Distribution.
Zimbabwe est un film de fiction sud-africain réalisé par Darrell James Roodt sorti en 2008, retraçant le parcours courageux d’une jeune candidate à l’exil entre le Zimbabwe et l’Afrique du Sud.

## Synopsis
Privée de ses deux parents et de sa sœur aînée, morts du sida, Zimbabwe (nommée ainsi par son défunt père patriote) se retrouve chef de famille à 19 ans. À sa charge, son jeune frère et sa nièce. Avec trois bouches de plus à nourrir, les villageois ne peuvent se permettre de garder cette famille qui risque d’apporter le malheur de « la maladie » sur tout le monde. Il faut partir.
Pensant trouver refuge chez une de ses tantes, Zimbabwe et sa famille y sont traitées comme des esclaves. Son sens du devoir la pousse à émigrer plus loin, et elle franchit le fleuve Limpopo pour arriver en Afrique du Sud. L’eldorado se transforme en cauchemar car, sans papiers, elle devient femme de ménage et subit des viols fréquents de son employeur. Lassée de cette situation inhumaine, Zimbabwe se livre à la police, tout en sachant qu’elle sera rapatriée vers son pays.

## Fiche technique
- Titre : Zimbabwe
- Réalisateur : Darrell James ROODT
- Producteurs : DV8 FILMS (Johannesburg)
- Langue : anglais
- Format : vidéo
- Genre : fiction, drame
- Durée : 84 minutes
- Date de réalisation : 2008
- Couleur / N&B : couleur
- Soutien : Hubert Bals Fund (Rotterdam International Film Festival)

## Distribution
- Kudzai Chimbaira
- Farai Veremu
- Natasha Gandi